# ياسبر سيلسن
جاكوبوس أنطونيوس بيتر يوهانس سيلسن (بالهولندية: Jacobus Antonius Peter Johannes Cillessen؛ المولود في 22 أبريل 1989) لاعب كرة قدم دولي هولندي يلعب حاليًا مع نادي لاس بالماس الأسباني كحارس مرمى.

## المسيرة الاحترافية

### أياكس
يوم 27 أغسطس 2011، تم الإعلان عن أن إن إي سي و‌أياكس وصلا إلى اتفاق حول انتقال سيلسن مقابل مبلغ قدره 3 ملايين يورو. وقع الأخير على عقد مدته خمس سنوات يربطه بأياكس حتى 2016.
لعب سيلسن أول مباراة له مع أياكس يوم 21 سبتمبر 2011، في مباراة في الدور الثاني من كأس هولندا ضد نوردويجك. لعب المباراة كاملةً ولم تلقى هدفًا واحدًا في الدقيقة السادسة والستين لتنتهي المباراة بفوز أياكس بنتيجة 3–1. لعب سيلسين أول مباراة له في الدوري مع أياكس في موسم 2011–12 يوم 23 أكتوبر 2011 ضد غريم أياكس فاينورد، بعد أن دخل بديلًا في الدقيقة 66 لزميله غريغوري فان دير فيل، بعد تلقي الحارس الأساسي كينيث فيرمير بطاقة حمراء. رغم النقص العدديي في جانب أياكس، تمكن سيلسن من الحفاظ على التعادل بهدف لمثله حتى نهاية المباراة.
بدأ سيلسن يشارك بشكل مستقر كأساسي في مباريات الدوري انطلاقًا من موسم 2012–13.

### برشلونة
يوم 25 أغسطس 2016، وقع سيلسن مع برشلونة على عقد مدته 5 سنوات مقابل مبلغ قدره 13 مليون يورو، معوضًا الحارس المنتقل حديثًا كلاوديو برافو.

### فالنسيا
في 25 يونيو 2019، وقع عقدًا لمدة أربع سنوات مع نادي فالنسيا، مقابل 32 مليون جنيه إسترليني.

## روابط خارجية
- ياسبر سيلسن على موقع الاتحاد الدولي (مؤرشف)  (الإنجليزية)
- ياسبر سيلسن على موقع الاتحاد الأوربي (الإنجليزية)
- ياسبر سيلسن على موقع قاعدة بيانات كرة القدم.إي يو (الإنجليزية)
- ياسبر سيلسن على موقع ناشيونال فوتبول تيمز (الإنجليزية)
- ياسبر سيلسن على موقع Soccerway.com (الإنجليزية)
- ياسبر سيلسن على موقع عالم كرة القدم.نت (الإنجليزية)
- ياسبر سيلسن على موقع AS.com (الإسبانية)